# Journal of Experimental Biology
Journal of Experimental Biology is een internationaal, aan collegiale toetsing onderworpen wetenschappelijk tijdschrift op het gebied van de biologie.
De naam wordt in literatuurverwijzingen meestal afgekort tot J. Exp. Biol.
Het wordt uitgegeven door The Company of Biologists en verschijnt tweewekelijks.
Het tijdschrift is in 1923 opgericht als The British Journal of Experimental Biology. Het tijdschrift raakte in financiële nood en werd in 1925 gered door G. P. Bidder, de oprichter van The Company of Biologists. Het tijdschrift werd vanaf 1925 voortgezet onder de huidige naam.